# Introducción a la sociología: una perspectiva humanística
Introducción a la sociología: una perspectiva humanística  (título original: Invitation to Sociology: A Humanistic Perspective) es un libro de sociología, escrita en 1963 por el sociólogo y teólogo luterano estadounidense Peter L. Berger, en el que establece sus parámetros intelectuales y su vocación hacia la disciplina científica de la sociología.

## Antecedentes
Berger fue estudiante del célebre filósofo y sociólogo Alfred Schütz, de quién comenzó a sentirse influenciado hacia la sociología.

## Resumen
Berger habla sobre qué tipos de preguntas pueden resolver los sociólogos (como las consecuencias de la creencia religiosa) y aquellas que no pueden abordar (por ejemplo, la existencia de Dios). Sostiene que los diversos usos de la sociología no reflejan la naturaleza real de la ciencia, y que aquellos que utilizan la información proporcionada por los sociólogos «no tiene nada que ver con la naturaleza de la misma». Opina que la sociología tendría que enfatizar sus aspectos humanísticos. Habla del Orgullo Negro, declarando que está «construyendo la conformación de un racismo negro que no es más que una sombra del prototipo blanco.»: 179 

## Influencia y recepción
Muchos de los temas presentados en este libro fueron posteriormente profundizados en su principal obra de 1966, titulada La Construcción Social de la Realidad, que escribió junto al sociólogo alemán Thomas Luckmann.
El filósofo Helmut R. Wagner consideró el libro como una «discusión muy legible dentro del campo de la sociología».